# Lijst van voetbalinterlands Malawi - Senegal
Deze lijst van voetbalinterlands is een overzicht van alle officiële voetbalwedstrijden tussen de nationale teams van Malawi en Senegal. De landen speelden tot op heden zeven keer tegen elkaar. De eerste ontmoeting, een vriendschappelijke wedstrijd, werd op 19 december 1970 op een onbekende locatie in Sierra Leone gespeeld. Het laatste duel, een kwalificatiewedstrijd voor de Afrika Cup 2025, vond plaats in Lilongwe op 15 oktober 2024.

## Wedstrijden
| № | Plaats         | Datum            | Competitie                   | Wedstrijd        | Uitslag |
| - | -------------- | ---------------- | ---------------------------- | ---------------- | ------- |
| 1 | ?              | 19 december 1970 | Vriendschappelijk            | Senegal – Malawi | 4 – 1   |
| 2 | Nairobi        | 4 augustus 1987  | Afrikaanse Spelen 1987       | Malawi – Senegal | 2 – 0   |
| 3 | Blantyre       | 10 juni 2007     | Vriendschappelijk            | Malawi – Senegal | 2 – 3   |
| 4 | Port Elizabeth | 14 juli 2021     | COSAFA Cup 2021              | Senegal − Malawi | 2 − 1   |
| 5 | Bafoussam      | 18 januari 2022  | Afrika Cup 2021              | Malawi – Senegal | 0 – 0   |
| 6 | Diamniadio     | 11 oktober 2024  | Afrika Cup 2025 kwalificatie | Senegal − Malawi | 4 − 0   |
| 7 | Lilongwe       | 15 oktober 2024  | Afrika Cup 2025 kwalificatie | Malawi − Senegal | 0 − 1   |

## Samenvatting
| Competitie              | Totaal gespeeld | Winst Malawi | Gelijk | Winst Senegal | Doelsaldo Malawi – Senegal |
| ----------------------- | --------------- | ------------ | ------ | ------------- | -------------------------- |
| Afrika Cup              | 1               | 0            | 1      | 0             | 0 − 0                      |
| Afrika Cup-kwalificatie | 2               | 0            | 0      | 2             | 0 − 5                      |
| COSAFA Cup              | 1               | 0            | 0      | 1             | 1 − 2                      |
| Afrikaanse Spelen       | 1               | 1            | 0      | 0             | 2 – 0                      |
| Vriendschappelijk       | 2               | 0            | 0      | 2             | 3 – 7                      |
| Totaal                  | 7               | 1            | 1      | 5             | 6 – 14                     |

FAM · 
Bondscoaches · 
Topscorers · 
Malawisch vrouwenelftal
1962 - 1969 · 
1970 - 1979 · 
1980 - 1989 · 
1990 - 1999 · 
2000 – 2009 · 
2010 – 2019 ·
2020 − 2029
Algerije ·
Angola ·
Bangladesh ·
Benin ·
Botswana ·
Burkina Faso ·
Burundi ·
Comoren ·
Congo-Brazzaville ·
Congo-Kinshasa ·
Djibouti ·
Egypte ·
Equatoriaal-Guinea ·
Eritrea ·
Ethiopië ·
Gabon ·
Ghana ·
Guinee ·
Ivoorkust ·
Jemen ·
Kameroen ·
Kenia ·
Lesotho ·
Liberia ·
Libië ·
Madagaskar ·
Mali ·
Marokko ·
Mauritius ·
Mozambique ·
Namibië ·
Nigeria ·
Oeganda ·
Rwanda ·
Sao Tomé en Principe ·
Senegal ·
Seychellen ·
Sierra Leone ·
Soedan ·
Somalië ·
Swaziland ·
Tanzania ·
Togo ·
Tsjaad ·
Tunesië ·
Zambia ·
Zimbabwe ·
Zuid-Afrika ·
Zuid-Soedan
FSF · 
A-internationals · 
Bondscoaches · Selecties · Senegalees vrouwenelftal · 
Olympisch elftal
1960 – 1969 · 
1970 – 1979 · 
1980 – 1989 · 
1990 – 1999 · 
2000 – 2009 · 
2010 – 2019 · 
2020 – 2029
WK 2002 · 
WK 2018 ·
WK 2022
OS 2012
1959 · 
1960 · 
1961 · 
1962 · 
1963 · 
1964 · 
1965 · 
1966 · 
1967 · 
1968 · 
1969 · 
1970 · 
1971 · 
1972 · 
1973 · 
1974 · 
1975 · 
1976 · 
1977 · 
1978 · 
1979 · 
1980 · 
1981 · 
1982 · 
1983 · 
1984 · 
1985 · 
1986 · 
1987 · 
1988 · 
1989 · 
1990 · 
1991 · 
1992 · 
1993 · 
1994 · 
1995 · 
1996 · 
1997 · 
1998 · 
1999 · 
2000 · 
2001 · 
2002 · 
2003 · 
2004 · 
2005 · 
2006 · 
2007 · 
2008 · 
2009 · 
2010 · 
2011 · 
2012 · 
2013 · 
2014 ·
2015 ·
2016 ·
2017 ·
2018 ·
2019 ·
2020 ·
2021 ·
2022 ·
2023
Algerije ·
Angola ·
Benin ·
Bolivia ·
Bosnië en Herzegovina ·
Botswana ·
Brazilië ·
Burkina Faso ·
Burundi ·
Centraal-Afrikaanse Republiek ·
Chili ·
China ·
Colombia · 
Congo-Brazzaville ·
Congo-Kinshasa ·
Denemarken ·
Ecuador ·
Egypte ·
Engeland ·
Equatoriaal-Guinea ·
Eritrea ·
Ethiopië ·
Frankrijk ·
Gabon ·
Gambia ·
Ghana ·
Griekenland ·
Guinee ·
Guinee-Bissau ·
Indonesië ·
Iran ·
Ivoorkust ·
Japan ·
Kaapverdië ·
Kameroen ·
Kenia ·
Kosovo ·
Kroatië · 
Lesotho ·
Liberia ·
Libië ·
Luxemburg ·
Madagaskar ·
Malawi ·
Maleisië ·
Mali ·
Marokko ·
Mauritanië ·
Mauritius ·
Mexico ·
Mozambique ·
Namibië ·
Nederland ·
Niger ·
Nigeria ·
Noorwegen ·
Oeganda ·
Oezbekistan ·
Oman ·
Polen ·
Qatar ·
Rwanda ·
Saoedi-Arabië ·
Sierra Leone ·
Soedan ·
Swaziland ·
Tanzania ·
Togo ·
Tunesië ·
Turkije ·
Uruguay ·
Verenigde Arabische Emiraten ·
Zambia ·
Zimbabwe ·
Zuid-Afrika ·
Zuid-Korea ·
Zuid-Soedan ·
Zweden
Algerije (2019, 2) ·
Colombia (2018) ·
Denemarken (2002) ·
Engeland (2022) ·
Frankrijk (2002) ·
Japan (2018) ·
Nederland (2022) ·
Polen (2018) ·
Uruguay (2002)